# Althaea hiri
Althaea hiri är en malvaväxtart som beskrevs av Ahmed Ahmad Parsa. Althaea hiri ingår i släktet läkemalvor, och familjen malvaväxter. Inga underarter finns listade i Catalogue of Life.